# Oostergast
De Oostergast is een nieuwbouwwijk aan de oostzijde van het dorp Zuidhorn.

## Geschiedenis

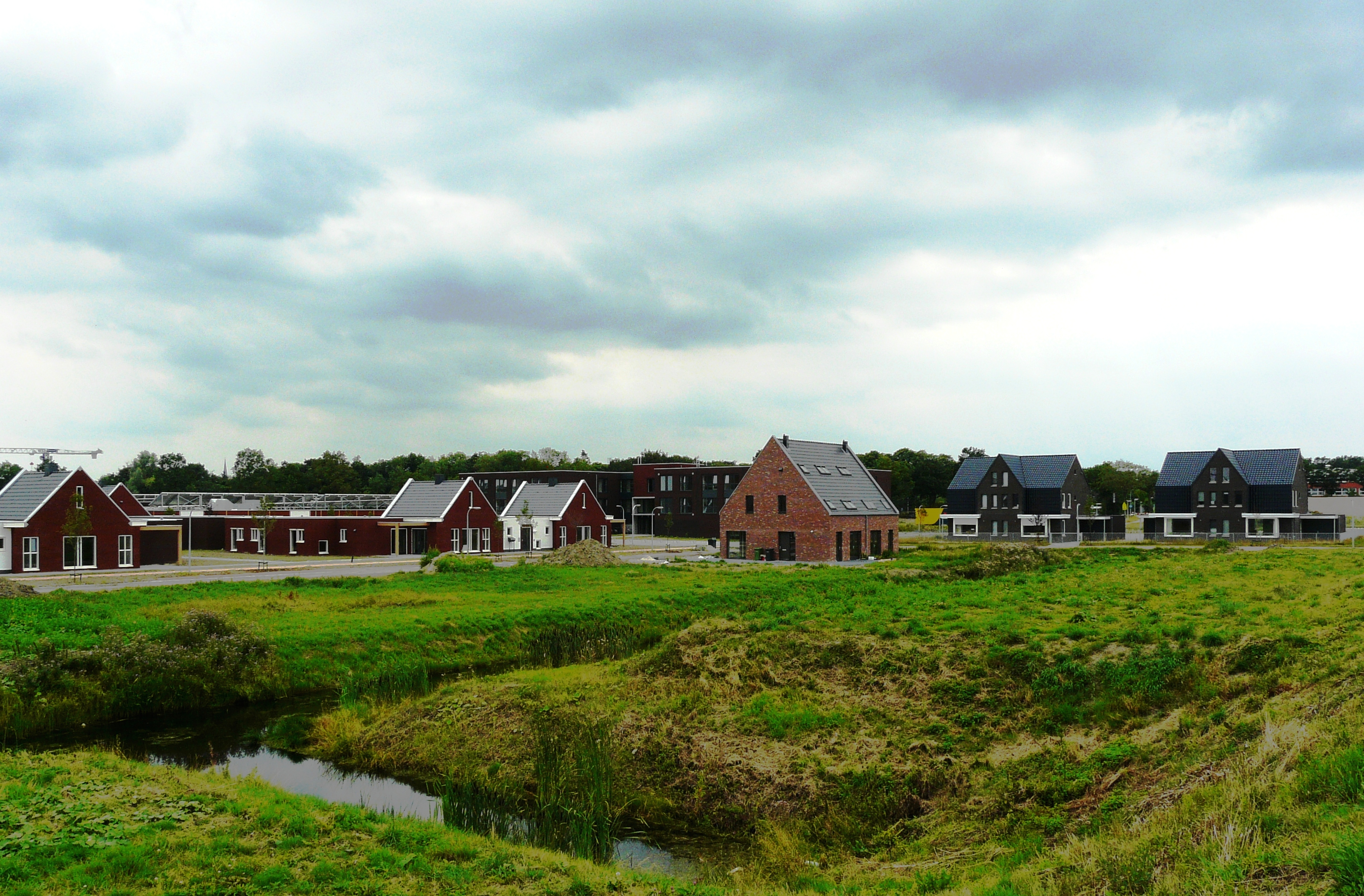
Bouw van de eerste fase (2010)

In 2007 is gestart met de bouw van de wijk. De naam geeft aan dat de dorpsuitbreiding gelegen is op het oostelijk deel van een gast, een zandrug uit de ijstijd.
In totaal voorziet het plan voor Oostergast in de bouw van 1140 woningen ten noorden van de insteekweg naar Zuidhorn. De eerste fase wordt omsloten door de Oostervaart en de spoorlijn Harlingen - Nieuwe Schans. Sinds 2017 wordt fase twee gebouwd, bestaande uit 136 woningen en 9 appartementen.
De Oostergast groeit door tot ten minste 2020. In 2019 worden 200 nieuwe woningen gebouwd, zowel koopwoningen als sociale huurwoningen.

## Gasloos
Sinds 2018 worden nieuwe woningen gebouwd zonder gasaansluiting, een gevolg van het duurzaamheidsbeleid van de gemeente Zuidhorn.

## Voorzieningen
In de wijk is een brede school gevestigd met een christelijke en een openbare basisschool. Ook een kinderopvang en een peuterspeelzaal maken er deel van uit. Er is een zwemcentrum in de wijk en een verzorgingshuis van 'Zonnehuisgroep Noord'. De aanwezige dierenweide heet 'Zonneweide'. Aan de rand van de wijk ligt het Natuureiland, een aangelegd natuurgebied bestemd voor recreatie.